# 864
864 (DCCCLXIV) je bilo prestopno leto, ki se je po julijanskem koledarju začelo na soboto.

## Dogodki
- 1. januar

## Rojstva
- Ludvik III. Francoski  († 882)

## Smrti
- Ennin,  japonski tendai budistični učenjak (* 794)